# Dulce Téllez
Dulce María Téllez Palacio (12 de setembro de 1983) é uma jogadora de voleibol de Cuba que competiu nos Jogos Olímpicos de 2004.
Em 2004, ela fez parte da equipe cubana que conquistou a medalha de bronze no torneio olímpico, no qual atuou em três partidas.